# David Garrison
David Garrison (Long Branch, 30 de junho de 1952) é um ator dos Estados Unidos.

## Biografia
Ele ficou famoso no papel de Steve Rhoades na série Married... with Children entre 1987 a 1990.
Abandonou a série para se dedicar a sua paixão o teatro, principalmente os musicais, participando de inúmeras produções, ele é uma estrela na Broadway e também muito prestigiado em tours pelos EUA.
Na TV continua participando de séries como Law & Order, The Practice, Without a Trace, Everybody Loves Raymond, NYPD Blue, Judging Amy, Murphy Brown, Murder, She Wrote, L.A. Law.